# Station Milanówek Grudów
Station Milanówek Grudów is een spoorwegstation in de Poolse plaats Milanówek.